# Тебелис, Эгил
Эгил Тебелис (латыш. Egīls Tēbelis; род. 12 декабря 1972, Салдус) — латвийский легкоатлет, специалист по барьерному бегу. Выступал за сборную Латвии по лёгкой атлетике в 1990-х годах, победитель и призёр первенств национального значения, действующий рекордсмен страны в эстафете 4 × 400 метров, участник летних Олимпийских игр в Атланте.

## Биография
Эгил Тебелис родился 12 декабря 1972 года в городе Салдус Латвийской ССР.
Окончил Спортивную гимназию в Мурьяни (1991) и Латвийский университет (1996). Занимался бегом в легкоатлетическом клубе «Варпа», проходил подготовку под руководством тренеров Дайлы Манкусы, Карлиса Ливиньша, Людмилы Олияре, Александра Чумакова.
Будучи студентом, в 1995 году должен был представлять Латвию в беге на 400 метров с барьерами на Универсиаде в Фукуоке, но в итоге на старт здесь не вышел.
В 1996 году вошёл в основной состав латвийской национальной сборной и благодаря череде удачных выступлений удостоился права защищать честь страны на летних Олимпийских играх в Атланте — в барьерном беге на 400 метров выбыл из борьбы за медали на стадии четвертьфиналов, показав результат 50,73.
После атлантской Олимпиады Тебелис ещё в течение некоторого времени оставался действующим спортсменом и продолжал принимать участие в крупнейших международных стартах. Так, в 1997 году он отметился выступлением на чемпионате мира в Афинах, стартовал в беге на 400 метров с барьерами и в эстафете 4 × 400 метров — во втором случае вместе с Сергеем Иншаковым, Эйнаром Тупуритисом и Ингуном Свиклиным установил ныне действующий национальный рекорд Латвии (3:04,30).
В 1998 году бежал 400 метров с барьерами на чемпионате Европы в Будапеште — на предварительном квалификационном этапе сошёл с дистанции, не показав никакого результата.
Завершил спортивную карьеру по окончании сезона 2003 года.